# Morley (Michigan)
Morley – wieś w Stanach Zjednoczonych, w stanie Michigan, w hrabstwie Mecosta.